# Ahmed Amokrane

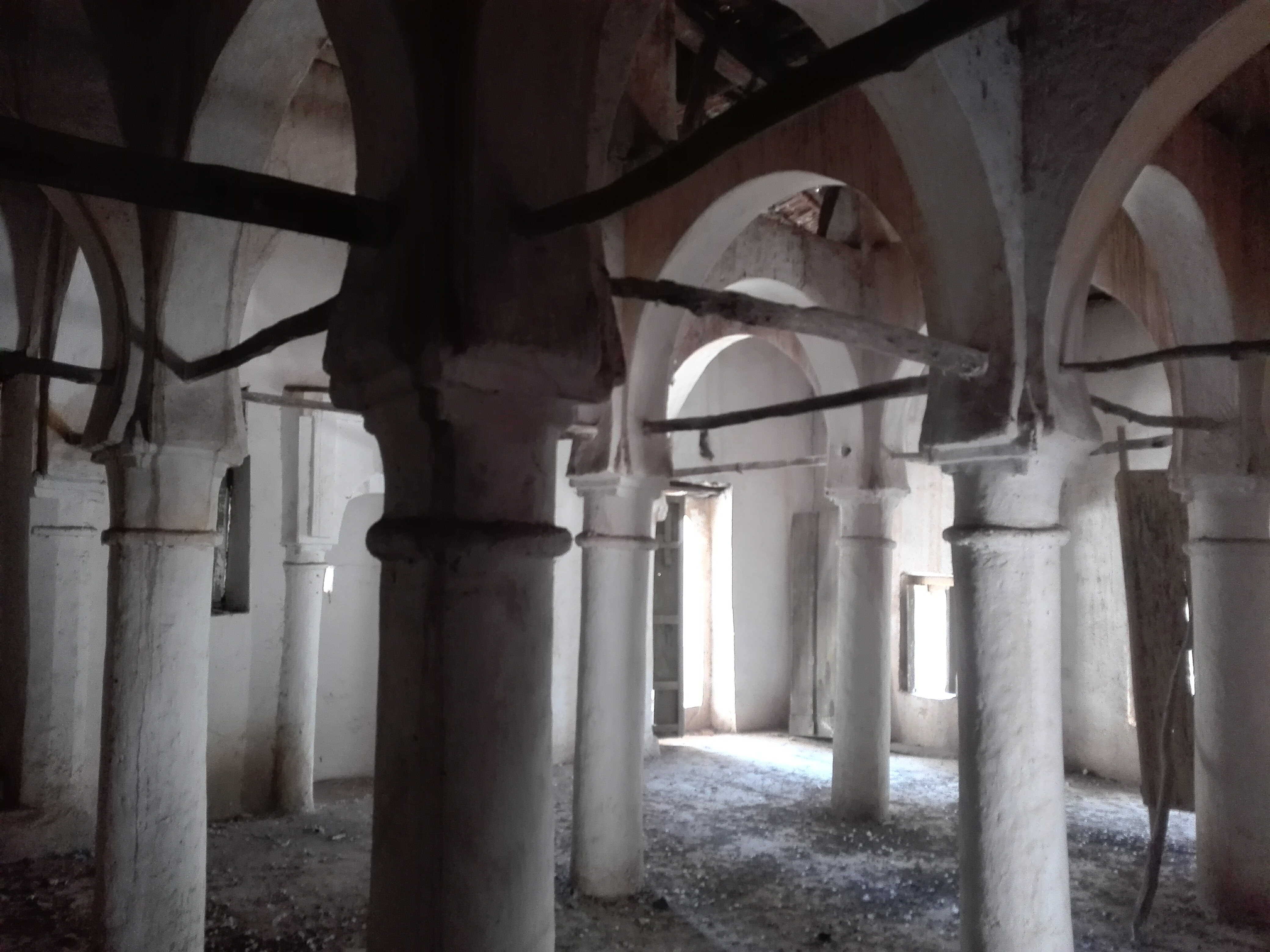
Mausoleo de Ahmed Amokrane en LA Kalâa de Beni Abbes.

Ahmed Amokrane fue un dirigente de los Aït Abbas y gobernante de la Kalâa de los Beni Abbes (Cabilia, de Argelia) en el siglo XVI. Sucedió a su hermano Abdelaziz Ben Abbes en 1559. Nieto del último sultán  hafsí de Bejaia, Abu El Abbés Abdelaziz, obtuvo el título de Amokrane y no de sultán, lo que marca la sustitución de los atributos de la realeza por las costumbres bereberes de la región. En cabila, «amokrane» significa «grande», «jefe»; el patronímico «mokrani» corresponde a sus descendientes. incluyendo al jeque El Mokrani, uno de los líderes de la  insurrección de 1871.